# Aleksandr Pietrienko
Aleksandr Pietrienko (ur. 8 lutego 1983 w Królewcu) – rosyjski lekkoatleta, trójskoczek.

## Sukcesy
- brąz Halowych Mistrzostw Europy (Madryt 2005)
- srebrny medal młodzieżowych mistrzostw Europy (Erfurt 2005)
- zwycięstwo w Superlidze Pucharu Europy (Monachium 2007)
- 10. miejsce podczas Mistrzostw Świata w Lekkoatletyce (Osaka 2007)
- wielokrotny mistrz Rosji

W 2008 Pietrenko reprezentował swój kraj na  Igrzyskach olimpijskich Pekinie, 17. lokata w eliminacjach nie dała mu jednak awansu do finału.

## Rekordy życiowe
- Trójskok – 17,43 (2008)
- Trójskok (hala) – 17,13 (2007)